# José Ramón Pacheco
José Ramón Pacheco (4 de agosto de 1805, Guadalajara, México) - 1865) fue un abogado y escritor mexicano del siglo XIX. 
En 1831 es nombrado cónsul de México en Burdeos; en 1846, ministro de justicia y posteriormente , en 1847, es nombrado ministro de relaciones exteriores bajo el gobierno de Santa Anna. Su obra "Exposición sumaria del sistema frenológico del Doctor Gall" es considerada la primera obra impresa en México sobre la frenología. En 1853 fue nombrado enviado extraordinario y ministro plenipotenciario de Napoleón III y después ,  en 1862 , se convirtió en agente confidencial de los gobiernos de Londres y París, puesto que ocuparía hasta su muerte en 1865 en la Ciudad de México.

## Vida política

### Primeros años
Fue profesor en el Instituto de Ciencias y Artes de Jalisco , es nombrado cónsul francés de 1831 a 1833. En los años posteriores, publica la "descripción de la solemnidad fúnebre con que se honraron las cenizas del héroe de Iguala don Agustín de Iturbide en octubre de 1838", así como la "oración cívica pronunciada en la Cámara de Diputados de México, el 27 de octubre de 1841 por don José Ramón Pacheco" donde él es "Miembro de la Junta de representantes de los departamentos y de varias sociedades científicas y literarias, nacionales y extranjeras", siendo esta última, parte de los discursos patrióticos de la consumación de independencia de México. Su carrera política lo lleva a ser nombrado ministro de justicia en 1846.

### Ministro de Relaciones Exteriores
Posteriormente fue nombrado ministro de relaciones exteriores el 7 de julio de 1847 bajo el mando del presidente interino Antonio López de Santa Anna. En este tiempo la invasión de Estados Unidos ocurría; por lo tanto, José Ramón Pacheco adoptó una postura firme ante el Congreso: sugería rechazar la idea de abrir las negociaciones ante Estados Unidos; asimismo, no otorgar más poder al Ejecutivo, haciendo que fuera posible que actuara por sí solo en un asunto tan delicado para el país. Sin embargo, el Congreso , no tomando en cuenta la opinión del ministro Pacheco, pospuso indefinidamente la discusión.
La corta gestión de Pacheco se negó a dar la ventaja a los Estados Unidos de cualquier tipo de concesión para el libre tránsito por Tehuantepec, haciendo todo lo posible para frenar las intenciones de dominio territorial de Estados Unidos en el país. Por lo tanto, las pretensiones de Pacheco eran que el país sufriera las menores pérdidas posibles en la ocupación estadounidense. La situación dividida del país y la fuerte presencia militar y política que ejercían los Estados Unidos orilló a Pacheco a desistir de su estrategia y renunciar a su cargo de ministro de relaciones exteriores el 16 de septiembre de 1847.

### Últimos años
Tras renunciar a su cargo como ministro de relaciones exteriores, Pacheco es nombrado el 18 de abril de 1853 enviado extraordinario y ministro plenipotenciario de Napoleón III (lo que hoy día sería el puesto de embajador). Su trabajo era mantener informado al gobierno de Napoleón III sobre las actividades políticas y económicas de México, un ejemplo se puede ver en sus cartas al ministro de negocios extranjero francés. Después de fungir cono plenipotenciario, fue agente confidencial de los gobiernos de Londres y París, cargo que ocuparía hasta su muerte en 1865 terminando así su carrera política.

## Vida Literaria
Escribió obras como "cuestión del día o nuestros males y sus remedios", "Lettres sur Le Mexique" y "Exposición sumaria del sistema frenológico del Doctor Gall" entre otras, esta última es el nacimiento de la frenología impresa en México; Pacheco expresa que no es un tratado sino un resumen de la frenología con la cual busca despertar la atención pública hacia una ciencia de la que no se tenía idea. La obra está estructurada en 19 partes en las que se puede identificar dos secciones: la primera, donde explica detalladamente los principios de la frenología y, la segunda, en la que hace referencia al sistema nervioso en general. Otras aportaciones, en el ámbito periodístico, fueron las publicaciones de diversos artículos en "El Año Nuevo (1837-1840)", "El Recreo de las Familias (1838)", "El Diario del Gobierno", entre otros. 